# Snider-Enfield
Le Snider-Enfield est une arme britannique à chargement par la culasse. Son nom vient de l'inventeur américain Jacob Snider (en) et de la fabrique d'armes Arsenal royal d'Enfield.